# Sahak
Sahak (Armeens: Սահակ) (ca. 350 - 439) was patriarch van de Armeens-Apostolische Kerk (387-428 en 430-439). Onder zijn leiding werd het Armeens alfabetontworpen en werd de bijbel en de liturgie in het Armeens vertaald. Hij wordt "de Grote" genoemd en wordt door de Armeense kerk als heilige vereerd.
Sahak werd opgevoed in Constantinopel en ontving daar een uitstekende literaire opleiding. Vaak wordt vermeld dat hij toen een wees zou zijn maar daarmee wordt vermoedelijk alleen bedoeld dat zijn moeder zeer jong is overleden.

## Politieke situatie
In 387 wordt Sahak gekozen tot patriarch. In datzelfde jaar wordt Armenië verdeeld in een westelijk Romeins en een oostelijk Perzisch deel. In het Romeinse deel wordt het Syrisch dat vanouds als kerktaal werd gebruikt, verboden. In plaats daarvan moet verplicht het Grieks worden gebruikt, hierdoor begint de Armeense samenleving te helleniseren. In het Perzische deel is het gebruik van Grieks juist streng verboden. Door deze ontwikkeling wordt de nationale en religieuze eenheid van Armenië sterk bedreigd.

## Betekenis als Patriarch
Sahak leeft met 60 volgelingen in een klooster. Om de Armeense kerk en taal te behouden vertaalt Shahak met zijn belangrijkste medewerker, Mesrop Masjtots, de Syrische bijbel naar het Armeens (met gebruik van Griekse en Hebreeuwse teksten), waarvoor ze het Armeense alfabet ontwikkelen. Hij stuurt zijn medewerkers naar de belangrijke grote steden om te studeren en zij vertalen ook een aantal belangrijke theologische werken in het Armeens. Ook wordt een Armeense liturgie gemaakt.
Sahak doet een grote inspanning voor het herstel van kloosters en kerken, bevordert het onderwijs en houdt drie concilies om de Armeense kerk opnieuw te organiseren. Daardoor mislukken de Perzische pogingen om Armenië tot het zoroastrisme te bekeren.
Hij neemt niet deel aan het concilie van Efeze (431) maar vraagt en krijgt wel uitleg over het onderwerp (de aard van Christus) van de kerk in Constantinopel. Sahak wordt als heilige vereerd.

## Rol in de politiek
Na de dood van koning Vramsjapuh in 414, reisde hij zelf naar Ctesiphon naar de Perzische koning Yazdagird I om de vrijlating van de vorige koning Khosro IV van Armenië te bepleiten. Zijn verzoek werd ingewilligd.
Er zijn brieven van Sahak aan keizer Theodosius II en patriarch Atticus van Constantinopel bewaard gebleven. Sahak raakte verwikkeld in de machtsstrijd in Armenië en stuurt een van zijn medewerkers en zijn kleinzoon Vardan Mamikonian naar Constantinopel om de keizer om hulp te vragen. In 428 wordt Sahak (onder Perzische druk) afgezet door de koning van het Perzische deel van Armenië en hij gaat in ballingschap in het Romeinse deel. In 430 wordt hij weer in zijn ambt hersteld.
Sahak is overleden op 7 september 439 en is door zijn kleinkinderen begraven in het dorp Arshtishat, in Taron - het centrum van de macht van de Mamikonian.